# El Carmen de Bolívar
El Carmen de Bolívar – miasto w Kolumbii, w departamencie Bolívar.